# Holocnemus

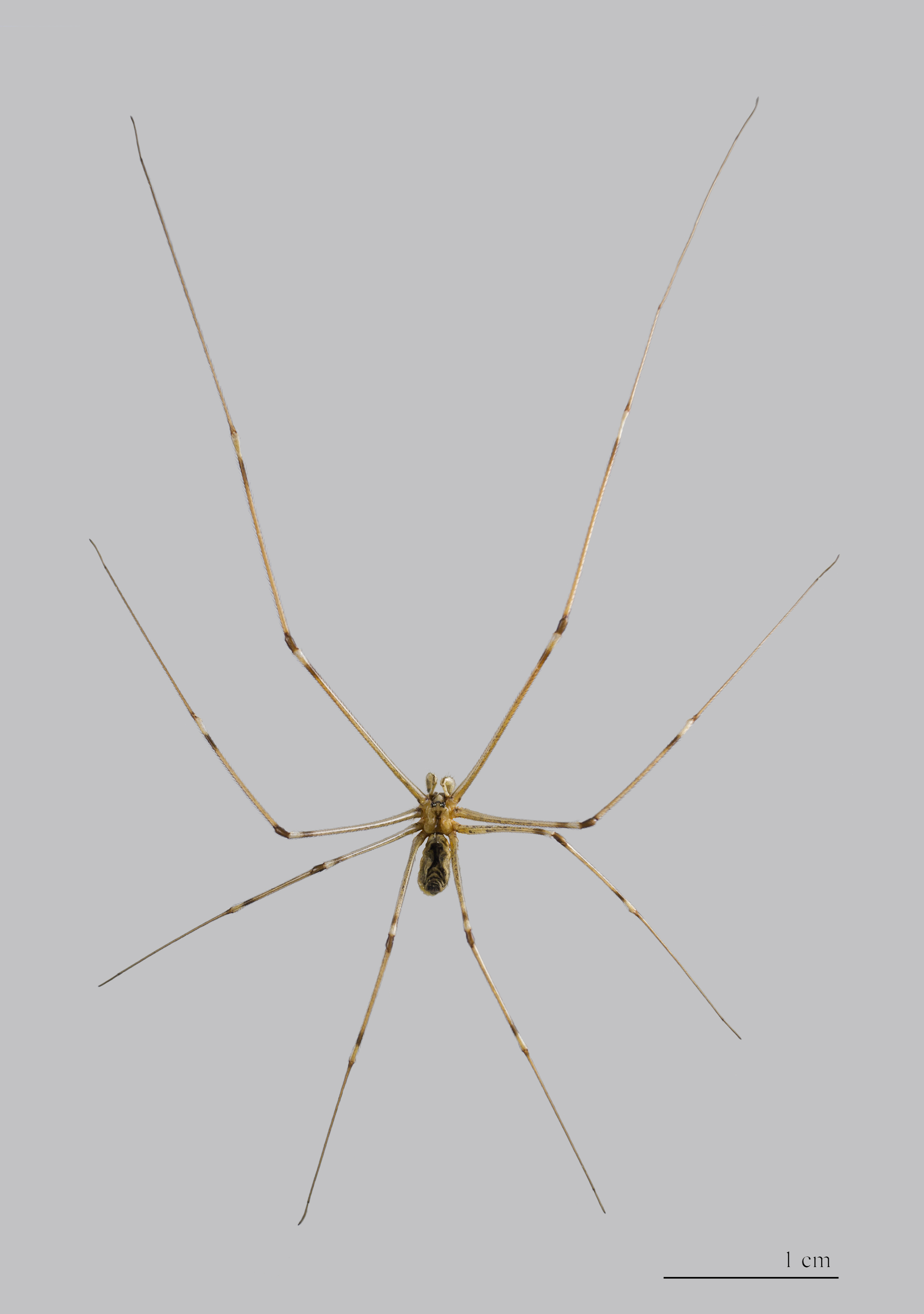
Holocnemus pluchei – Museum exemplaar

Holocnemus is een geslacht van spinnen uit de familie trilspinnen.

## Soorten
Het geslacht kent de volgende soorten:
- Holocnemus caudatus - (Dufour, 1820)
- Holocnemus hispanicus - Wiehle, 1933
- Holocnemus pluchei (Marmertrilspin) - (Scopoli, 1763)